# NGC 2079
NGC 2079 est une nébuleuse en émission située dans la constellation de la Dorade. Elle a été découverte par l'astronome écossais James Dunlop en 1826.
NGC 2079 fait partie du groupe de nébuleuses de NGC 2079 qui comprend aussi NGC 2078, NGC 2083 et NGC 2084. 
NGC 2079 est une source radio à spectre continu (Flat-Spectrum Radio Source).